# 阿克莫林斯克州
阿克莫林斯克州（羅馬化：Akmolinskaya oblast，羅馬化：Aqmola oblısı）是俄羅斯帝國在今日哈薩克斯坦中部設立的一個州，1854年5月19日設立，屬草原總督區。另有小部份土地目前屬俄羅斯所轄。
面積594,672.6平方公里，1879年人口為682,068人。首府鄂木斯克。